# معرض صور دولويتش
معرض دولويتش للصور هو معرض فني يقع في دولويتش، جنوب لندن. تم افتتاحه للجمهور في عام 1817، وقد صممه المهندس المعماري ريجنسي السير جون سوان. وهو أقدم معرض فني عام في إنجلترا، وقد أصبح صندوقًا خيريًا مستقلاً في عام 1994. حتى ذلك الحين، كان المعرض جزءًا منكلية هبة الله College of God's Gift، وهي مؤسسة خيرية أنشأها الممثل ورجل الأعمال والمحسن إدوارد ألين في أوائل القرن السابع عشر. أدى الاستحواذ على الأعمال الفنية من قبل مؤسسيها والوصايا من العديد من رعاتها إلى أن يضم معرض دولويتش للصور واحدة من أرقى مجموعات الأساتذة القدامى في البلاد، وخاصة الغنية باللوحات الباروكية الفرنسية والإيطالية والإسبانية، والصور البريطانية من عصر تيودور إلى القرن ال 19.

## تاريخ

### التاريخ المبكر للمعرض

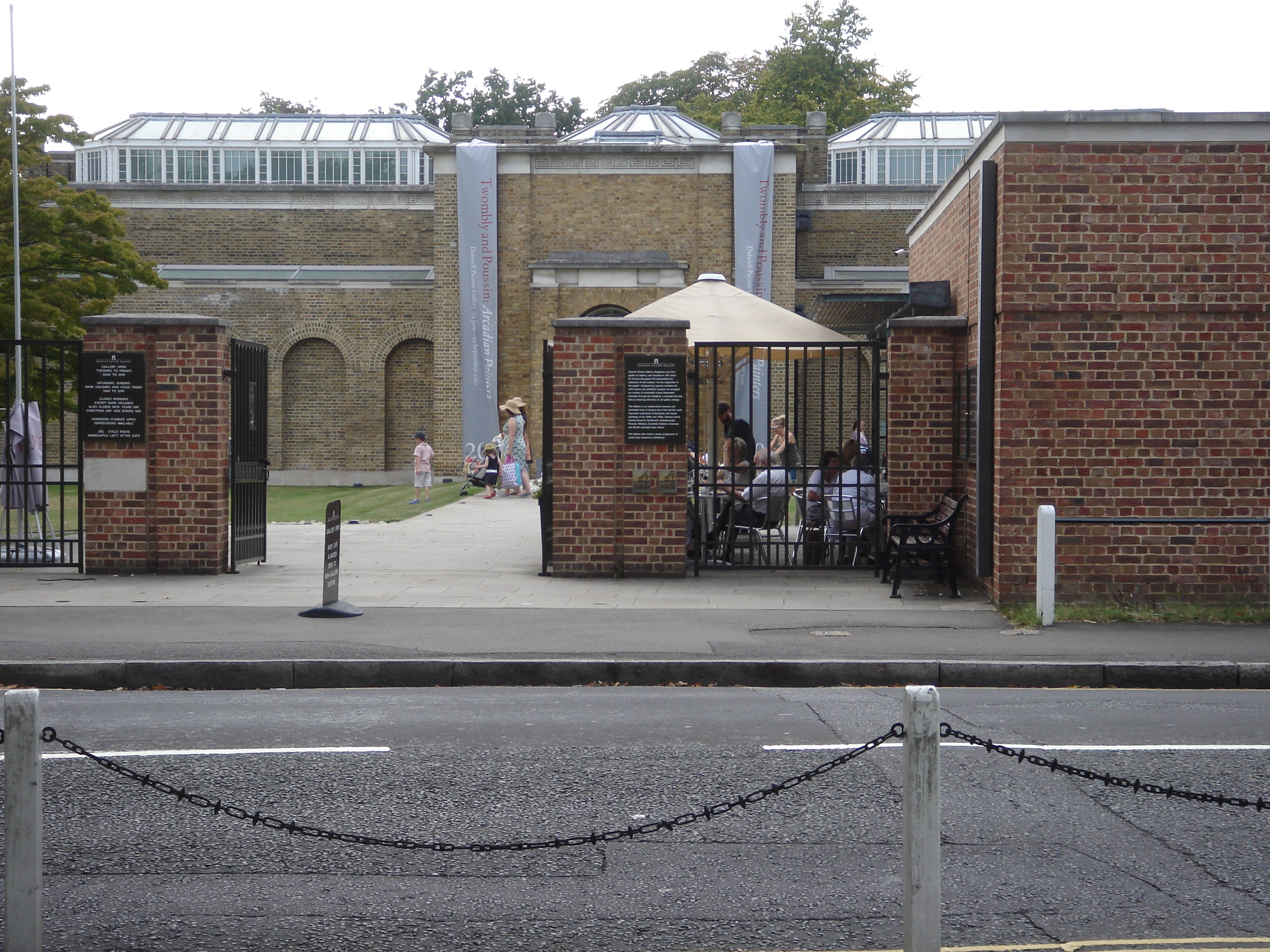
مدخل

كان إدوارد ألين (1566–1626) ممثلاً ورائداً للأعمال في المسرح الإليزابيثي. اهتماماته التجارية في مسارح روز وفورتشن (المنافس الرئيسي لمسرح غلوب)، أعطته ثروة كافية للحصول على قصر دولويتش  ثم أسس كلية هبة الله. كانت مدرسة للبنين وبجوارها كانت توجد بيوت للفقراء المحليين. كانت الكلية عبارة عن ثلاث مدارس مستفيدة منفصلة - كلية دولويتش، ومدرسة ألين، ومدرسة جيمس ألين للبنات، والتي سميت على اسم مدير المدرسة في أوائل القرن الثامن عشر.  توجد الكلية ودور الحضانة والكنيسة الملحقة بها بجوار المعرض الموجود على طريق المعرض، على الرغم من أن شكلها الخارجي خضع لتجديدات واسعة النطاق.
ترك ألين للكلية مجموعة من صور ملوك وملكات إنجلترا. احتفظت الكلية بعلاقاتها بالمسرح، وفي عام 1686، ترك الممثل ويليام كارترايت (1606–1686) مجموعة من 239 صورة، منها 80 صورة يمكن رؤيتها في دولويتش. في القرن الثامن عشر، تم عرض المجموعة في الطابق الأول من جناح الكلية القديمة. كتب مؤرخ الفن والسياسي اليميني هوراس والبول أنه رأى "مائة صورة متعفنة بين العرافات الرسل وملوك إنجلترا".

### التاريخ اللاحق – البرجوازيون والديسنفان والسير جون سوان

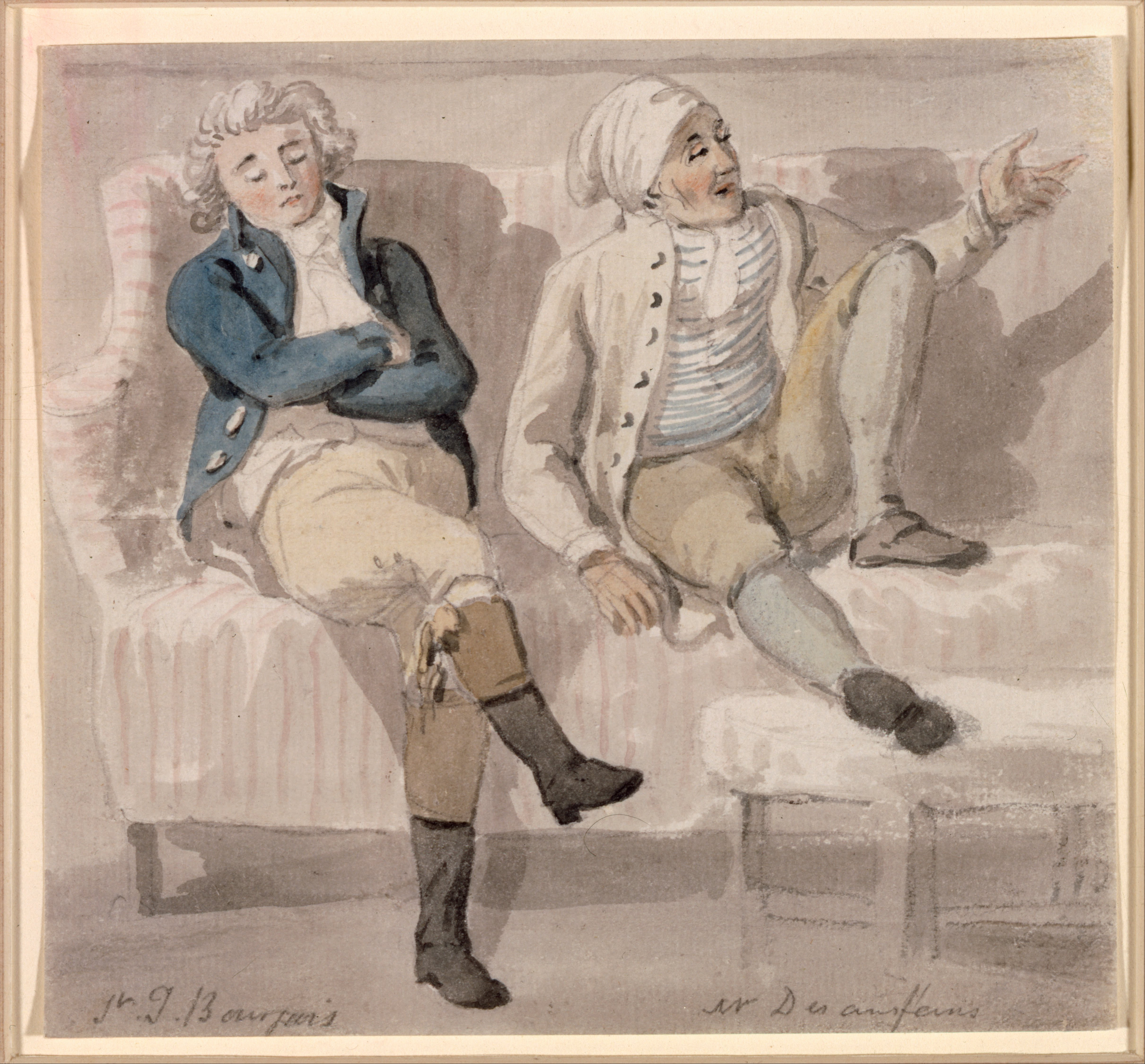
فرانسيس بورجوا ونويل ديسنفانس

تم تحسين مجموعة دولويتش من حيث الحجم والجودة على يد السير فرانسيس بورجوا (1753-1811)، وهو في الأصل من سويسرا، وشريكه التجاري، الفرنسي نويل ديسينفانز (1744-1807). ويُنسب إليهم الفضل كمؤسسي معرض دولويتش للصور. كانوا يديرون وكالة لبيع الأعمال الفنية في لندن وفي عام 1790 تم تكليفهم من قبل ملك الكومنولث البولندي الليتواني، ستانيسواف أوغست بوناتوفسكي، لتجميع مجموعة وطنية لبولندا لتشجيع الفنون الجميلة في بلاده. وقد ضغط ديسينفانز على الحكومة البريطانية لإنشاء مجموعة وطنية بريطانية مماثلة وعرض المساهمة فيها، ولكن تم استقباله دون حماس. قام بورجوا وديسينفانس بجولة في جميع أنحاء أوروبا لشراء الفنون الجميلة، واستغرق الأمر 5 سنوات لتجميع المجموعة.
حاول بورجوا وديسينفانز بيع المجموعة لكنهم لم ينجحوا. وبدلاً من ذلك، باعوا قطعًا صغيرة لتمويل شراء أعمال مهمة أخرى واحتفظوا بالمجموعة في منزل ديسينفانز في شارع شارلوت. بعد وفاة ديسنفانس عام 1807، ورثت المجموعة البرجوازية. كلف السير جون سوان بتصميم وبناء ضريح في منزل ديسينفانز، لكنه لم يتمكن من تأمين التملك الحر. ورث بورجوا مجموعته إلى College of God's Gift بناءً على نصيحة الممثل جون فيليب كيمبل، صديق كلا التجار. ترك بورجوا تعليمات في وصيته لبناء معرض في دولويتش، صممه سوان، لعرض المجموعة فيه. كان بجوار مباني الكلية الأصلية بجوار الكنيسة. لقد ترك أيضًا 2000 جنيه إسترليني لتغطية تكاليف البناء وساهمت أرملة ديسنفان بمبلغ 4000 جنيه إسترليني.
تم افتتاح المعرض لطلاب الأكاديمية الملكية للفنون عام 1815، أي قبل عامين من الافتتاح الرسمي للجمهور، وقد تأخر ذلك بسبب مشكلة في نظام التدفئة. كان يتردد على مجموعتها العديد من الشخصيات الثقافية على مدار المائة عام التالية، وقد زارها العديد منهم لأول مرة كطلاب، بما في ذلك جون كونستابل، وويليام إيتي، وجوزيف مالورد ويليام تورنر، ولاحقًا فنسنت فان جوخ. يذكر تشارلز ديكنز معرض صور دولويتش في روايته أوراق بيكويك، حيث كان صموئيل بيكويك ، بطل الرواية، زائرًا للمعرض عند تقاعده.

### التاريخ الحديث

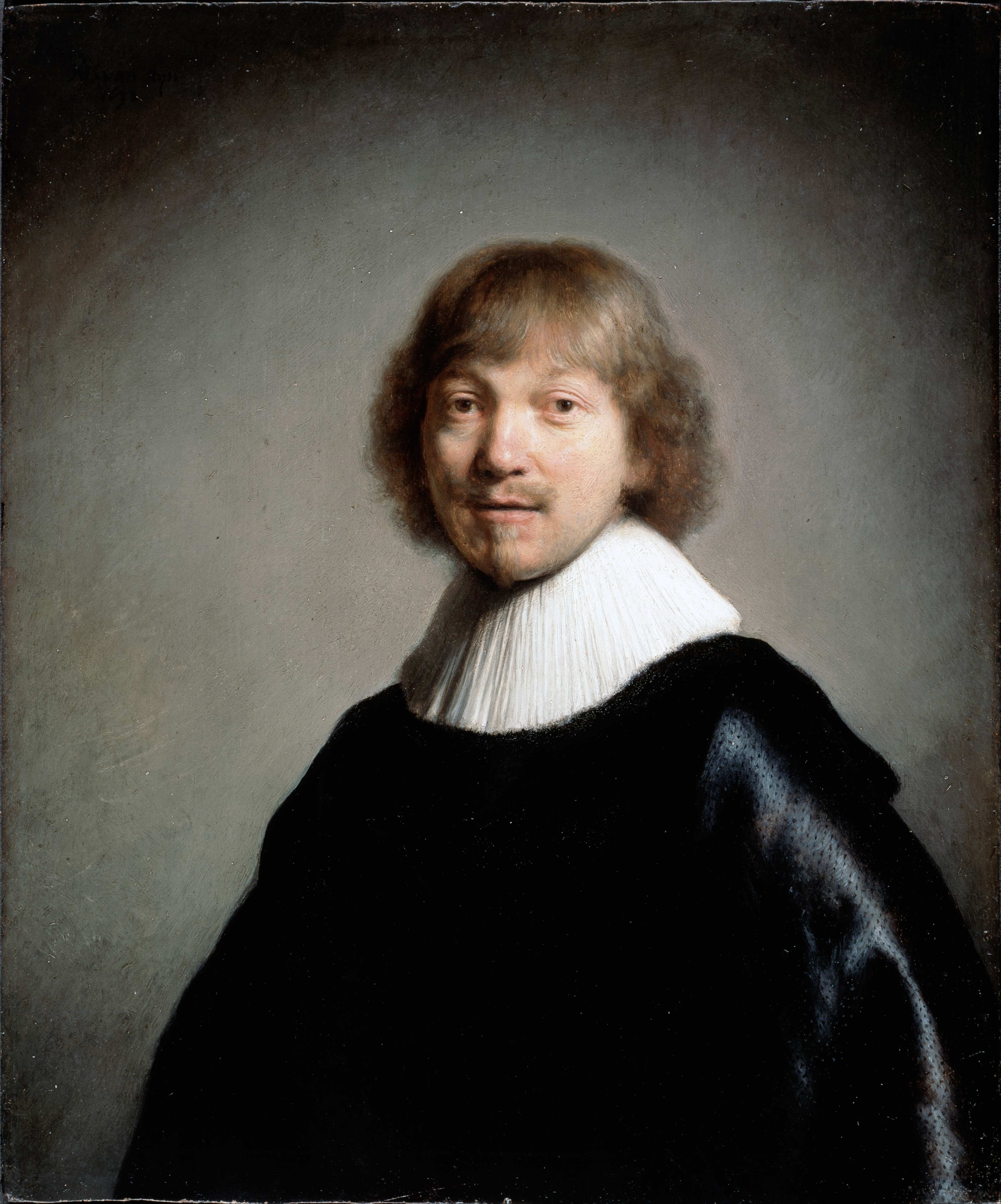
رامبرانت ، صورة ليعقوب دي غين الثالث.

في الساعات الأولى من يوم 31 كانون الثاني 1966، سُرقت ثماني لوحات، ثلاث منها لرامبرانت، فتاة عند النافذة، نسخة من صورة تيتوس وصورة جاكوب دي غين الثالث، وثلاث لروبنز. الوفرة, القديسة بربارة والنعم الثلاثة ; وواحد، سيدة تعزف على الكلافيكورد بقلم جيريت دو وسوزانا والحكماء بقلم آدم الشيمر. كانت قيمتها على الأقل 3 مليون جنيه استرليني ولكن تم عرض مكافأة قدرها 1000 جنيه إسترليني فقط. في غضون أيام قليلة، تم استعادة جميع اللوحات بعد تحقيق أجراه مشرف المباحث تشارلز هيويت، الذي سبق له التحقيق في القاتل المتسلسل المشتبه به الدكتور جون بودكين آدامز . وكان مايكل هول، وهو سائق سيارة إسعاف عاطل عن العمل، هو الوحيد من بين اللصوص الذين تم القبض عليهم وحكم عليه بالسجن لمدة خمس سنوات. 
تمت سرقة لوحة رامبرانت الصغيرة المبكرة لجاكوب دي غين الثالث (1632) واستعادتها أربع مرات، وتم إدراجها في موسوعة غينيس للأرقام القياسية باعتبارها العمل الفني الأكثر سرقة في العالم. وكانت آخر مرة سُرقت فيها في عام 1983، وتم استردادها من مكتب الأمتعة اليسرى في جمهورية ألمانيا الاتحادية في عام 1986؛ عاد مجهولا؛ وجدت على ظهر دراجة. واكتشفت تحت مقعد في مقبرة في ستريثام، جنوب لندن. منذ عام 2010، تمت حراسة اللوحة بواسطة نظام أمني مطور. في نوفمبر 2019، أثناء معرض "ضوء رامبرانت" الذي يضم أعمالًا مستعارة من متحف اللوفر في باريس ومتحف ريجكس في أمستردام، حاول اللصوص سرقة اثنتين من اللوحات. تم انتشال اللوحات من الأرض.
احتفل المعرض بالذكرى المئوية الثانية لتأسيسه في عام 2017. كجزء من الاحتفالات، دخل المعرض في شراكة مع مهرجان لندن للهندسة المعمارية لعقد مسابقة للمهندسين المعماريين الناشئين لإنشاء دولويتش بافيليون، وهو هيكل مؤقت للمناسبات سيتم بناؤه في الأراضي التاريخية للمعرض خلال صيف عام 2017   فازت بالمسابقة شركة الهندسة المعمارية ومقرها لندن.  
في 2019، استضافت دولويتش أول معرض كبير لأعمال مدرسة جروسفينور في معرض فني عام خارج أستراليا،  والذي لاقى استحسانًا كبيرًا.

### الجهات المانحة

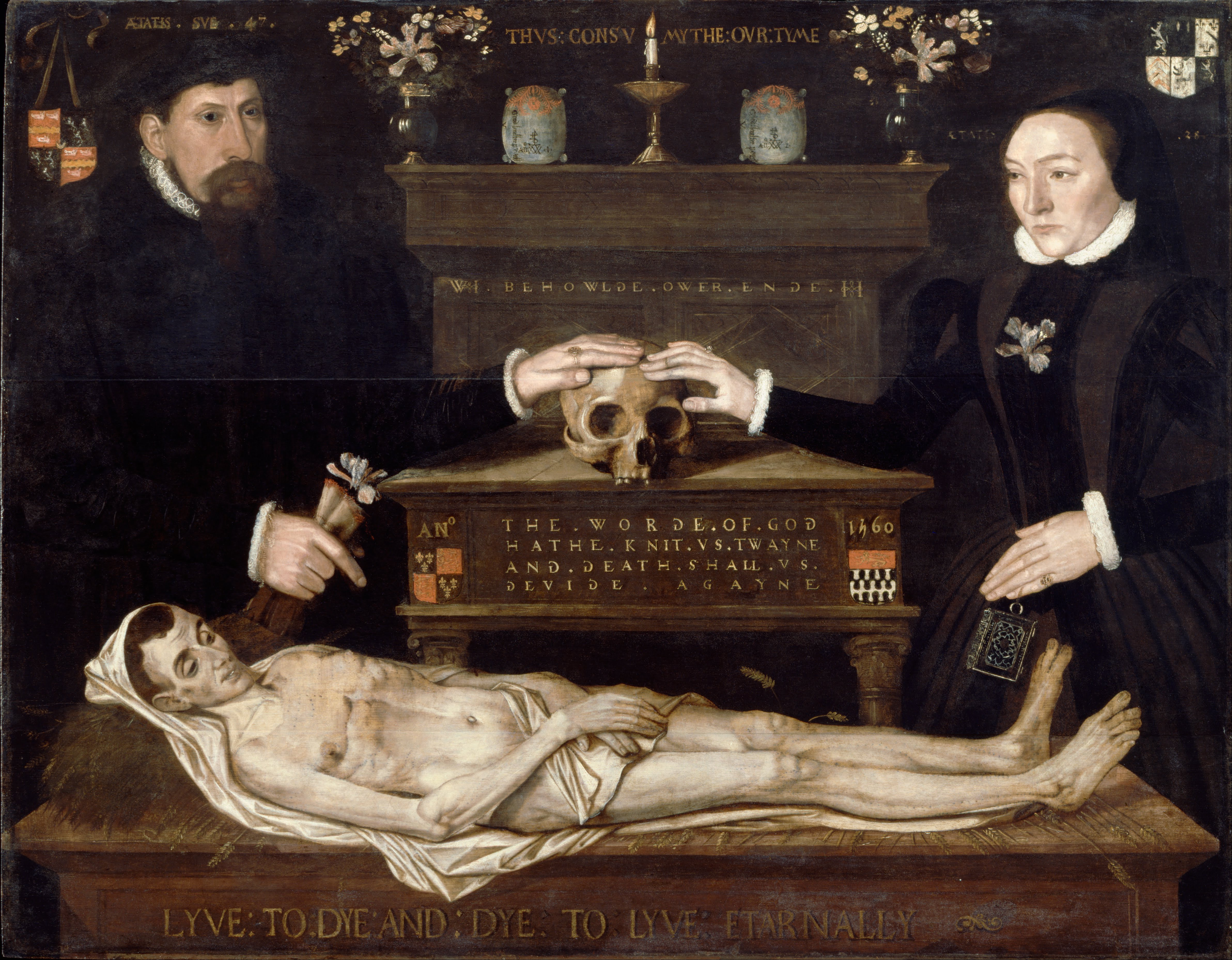
نصب جود التذكاري ، وصية كارترايت، 1686

تبرع رسام البورتريه والأكاديمي الملكي ويليام بيتشي (1753–1839) بصورة لمؤسس المعرض بورجوا، كان قد رسمها على ظهر صورة لجوشوا رينولدز في عام 1836، مضيفًا صورتين إلى المجموعة، على الرغم من أنه يمكن عرض صورة واحدة فقط في كل مرة. . في عام 2012، جانب اللوحة القماشية المعروضة هو من تصميم رينولدز.
أصبح فن البورتريه البريطاني ممثلًا بشكل أفضل بفضل إحسان تشارلز فيرفاكس موراي، وهو رسام وجامع وتاجر من عصر ما قبل الرفائيلية. تبرع موراي بمجموعة مكونة من 40 صورة في عام 1911 وتبعها صور أخرى في عامي 1915 و1917-1918.

## تصميم المعرض
كان التصميم والهندسة المعمارية لمعرض دولويتش للصور الذي يضم سلسلة من الغرف المترابطة المضاءة بالضوء الطبيعي من خلال المناور العلوية هو التأثير الأساسي على تصميم المعرض الفني منذ ذلك الحين.

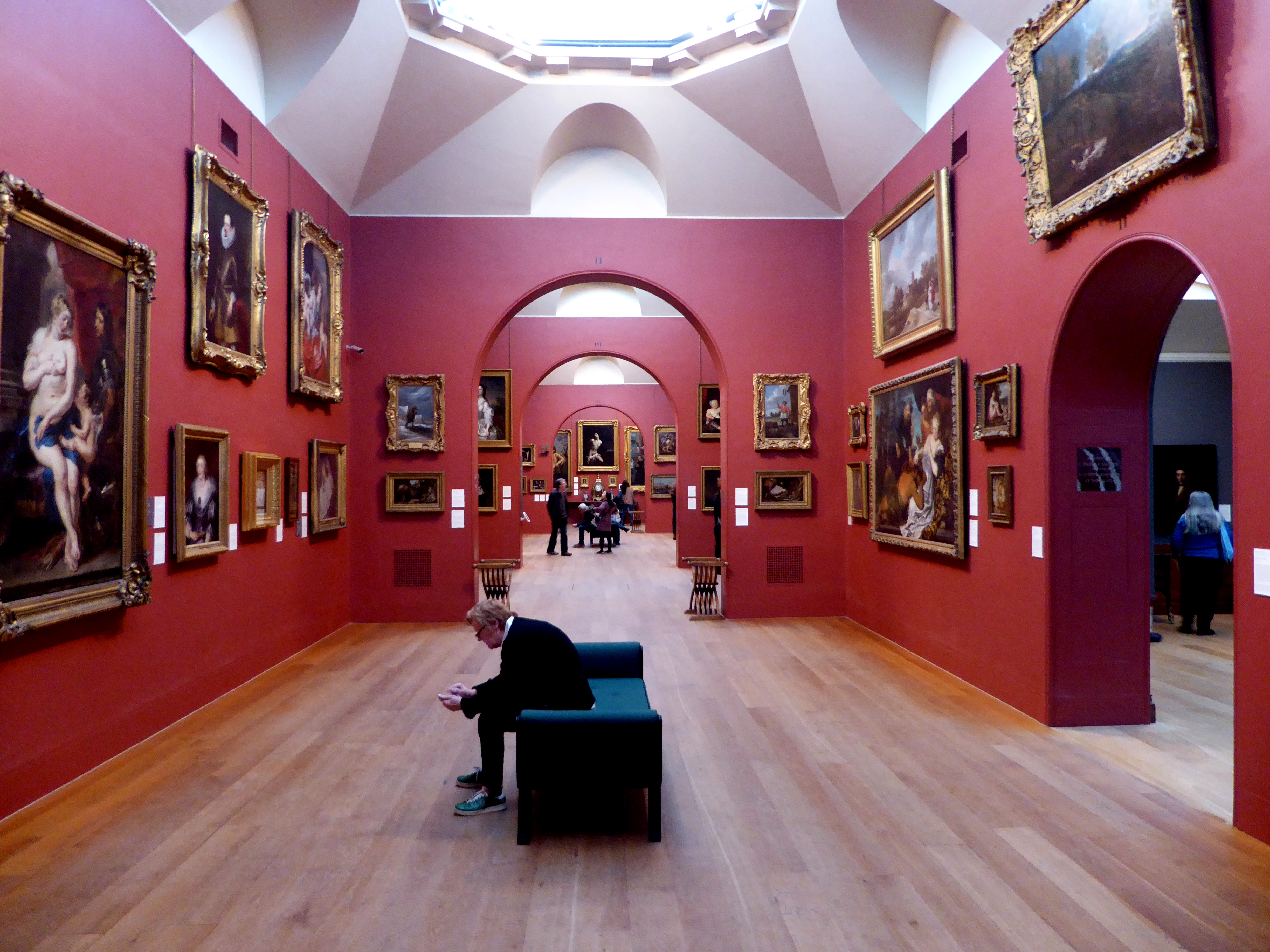
القاعة الداخلية للمعرض.

قبل أن يستقر سوان على تصميمه النهائي، اقترح عددًا من الأفكار الأخرى حول مربع رباعي تابع لمؤسسة ألين الخيرية جنوب مباني الكلية. أثبتت المخططات أنها طموحة للغاية وتم بناء المعرض فقط، حيث تم تصميمه كجناح واحد من المربع الرباعي. كان الضريح فكرة سوان، حيث أشار بورجوا فقط إلى رغبته في أن يُدفن في كنيسة الكلية. أشار سوان إلى رغبة بورجوا في بناء ضريح في منزل ديسنفان وكان تصميمه بديهيًا لتصميم منزل شارلوت ستريت. تم دفن بورجوا وديسينفانز، مع زوجة ديسينفانس، التي توفيت عام 1815، في ضريح المعرض. تم تحويل منازل الصدقات التي بناها سوان على طول الجانب الغربي من المعرض إلى مساحة عرض بواسطة تشارلز باري جونيور في عام 1880 وتم بناء امتداد شرقًا لتصميمات إي إس هول بين عامي 1908 و1938.
في 12 حزيران 1944، خلال الحرب العالمية الثانية، تعرض الضريح وأروقة الجناح الغربي لأضرار بالغة بسبب قنبلة طائرة ألمانية. تحتوي التوابيت الثلاثة الموجودة في الضريح الآن على هيكل عظمي تقريبًا لكل منها. تم تجديد المباني من قبل أوستن فيرنون وشركاه وأعادت الملكة الأم افتتاحها في 27 نيسان 1953. 
تمت إضافة مقهى حديث وغرف تعليمية ومدخل لذوي الاحتياجات الخاصة ومسرح محاضرات لريك ماثر في عام 1999.

في عام 2023، أعلن المتحف عن خطط لإعادة تطوير بقيمة 4.6 مليون جنيه إسترليني والتي تشمل حديقة منحوتة جديدة في الجزء الجنوبي من الموقع ومبنى جديد للأنشطة المدرسية والعائلية. 

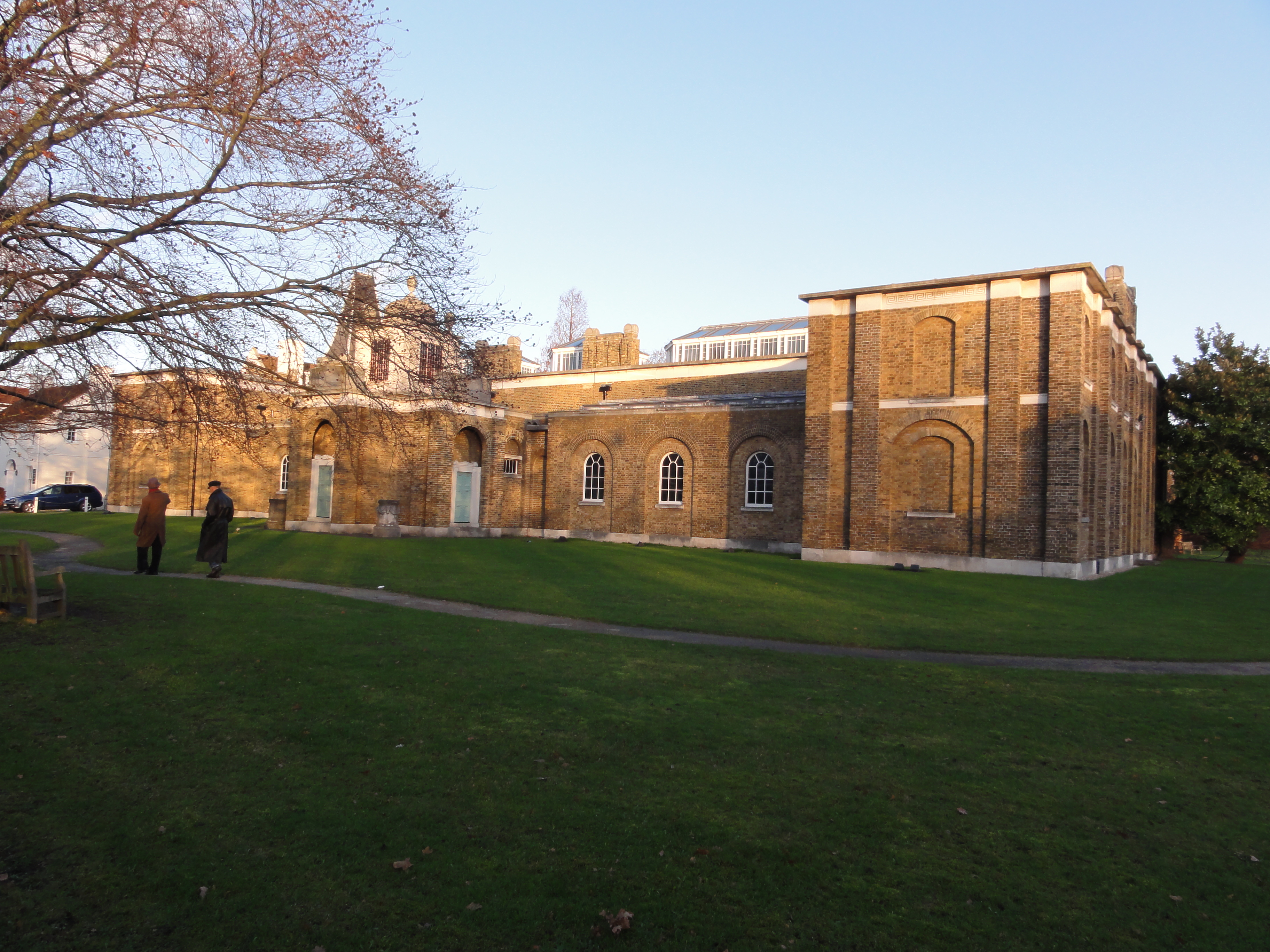
المنظر الخارجي
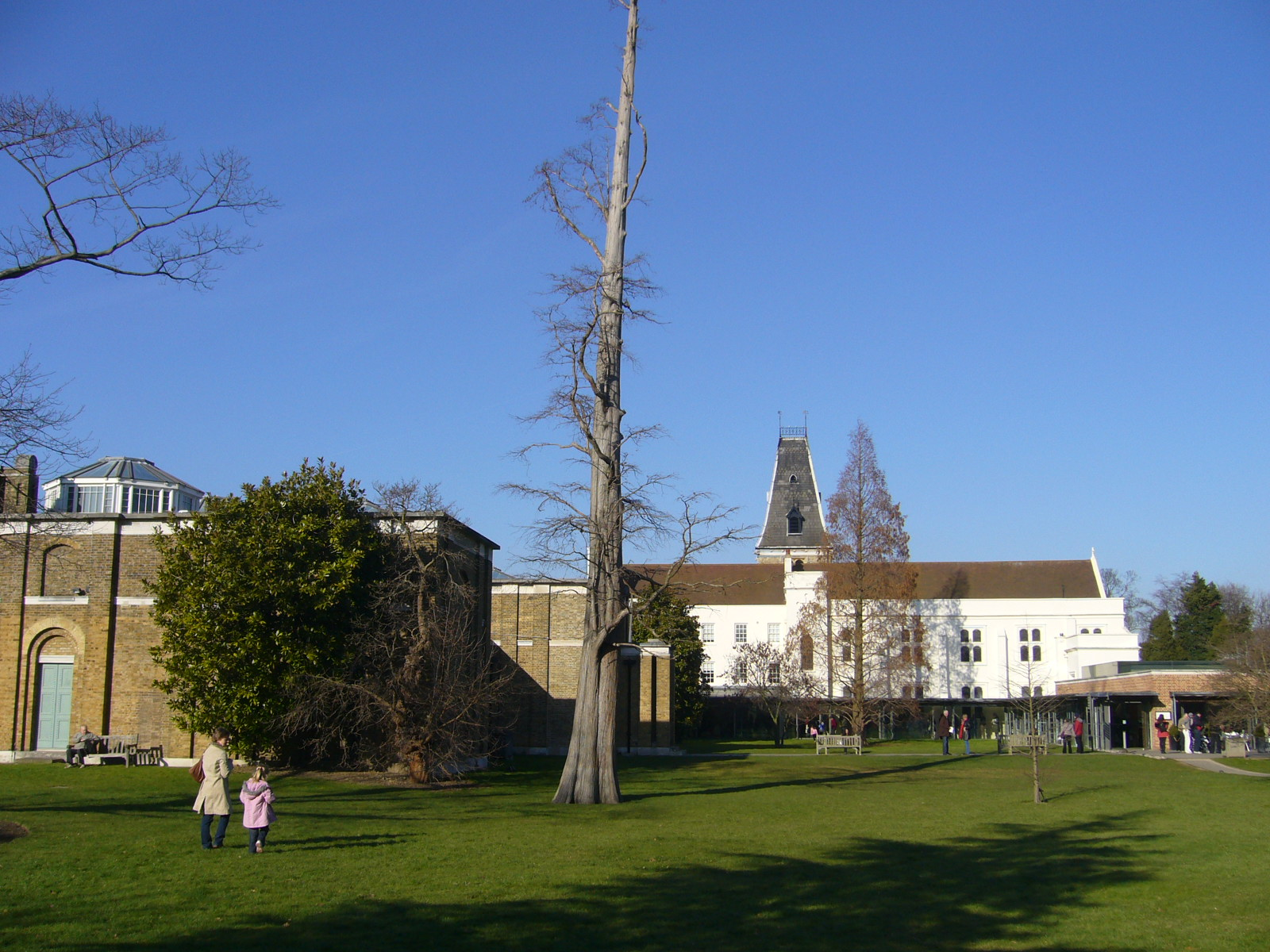
معرض دولويتش للصور من الخارج باتجاه الشمال
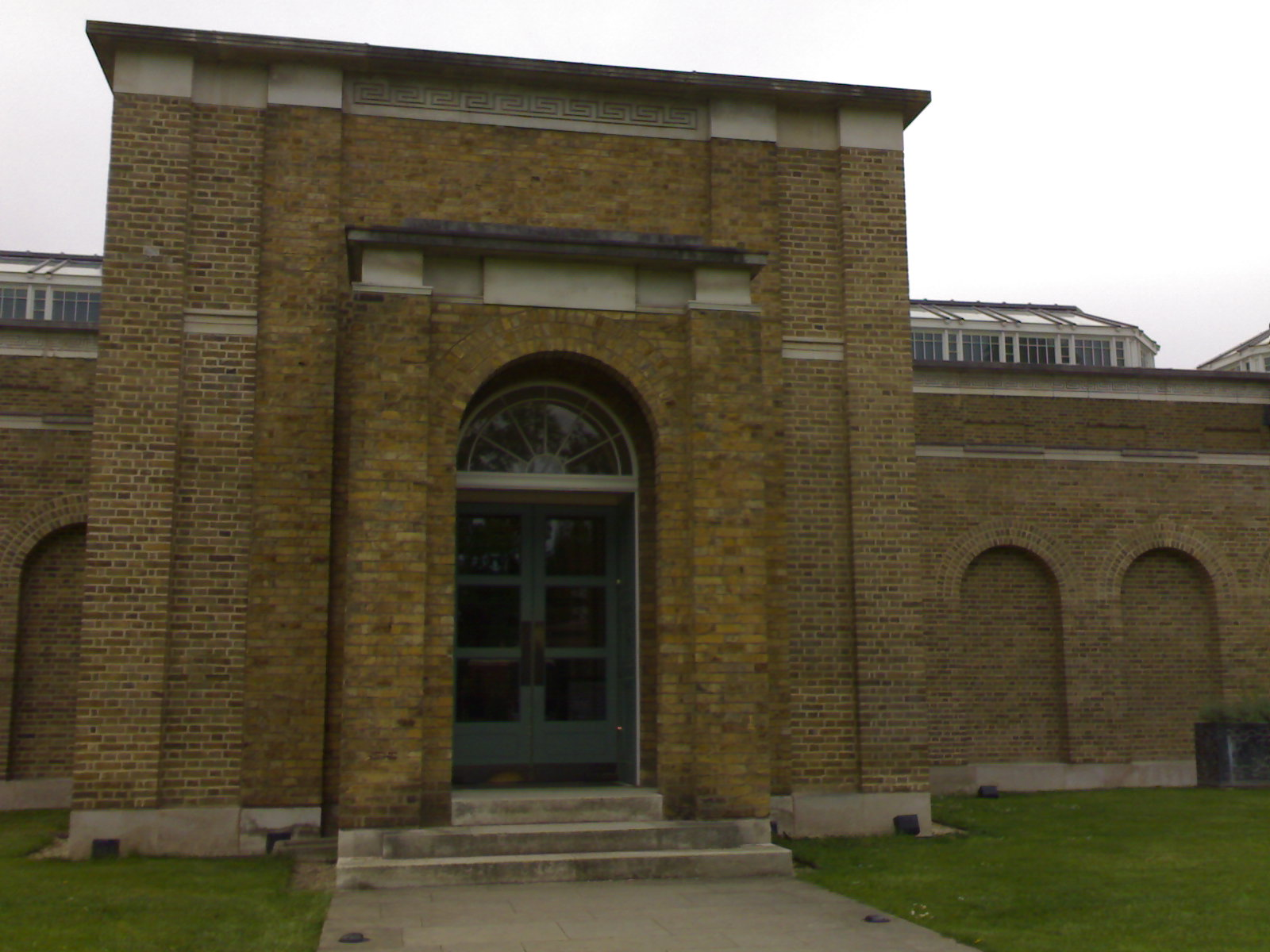
الخارج - واجهة شرقية
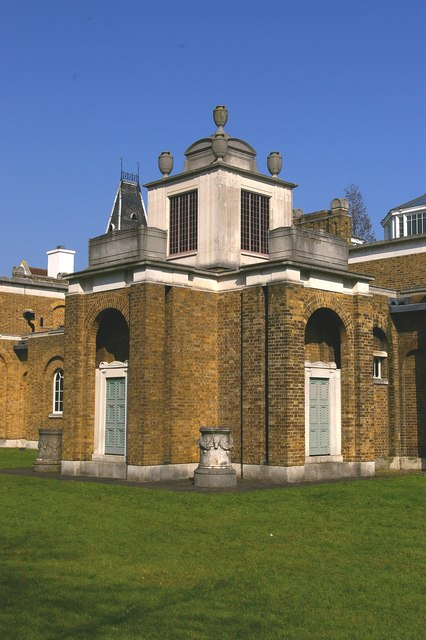
ضريح
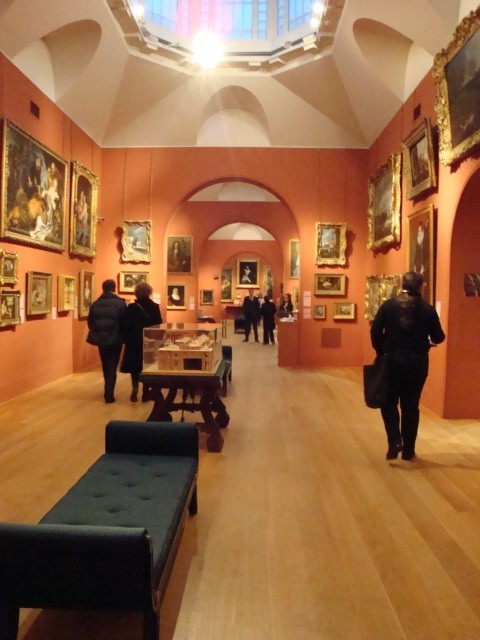
المعرض الرئيسي
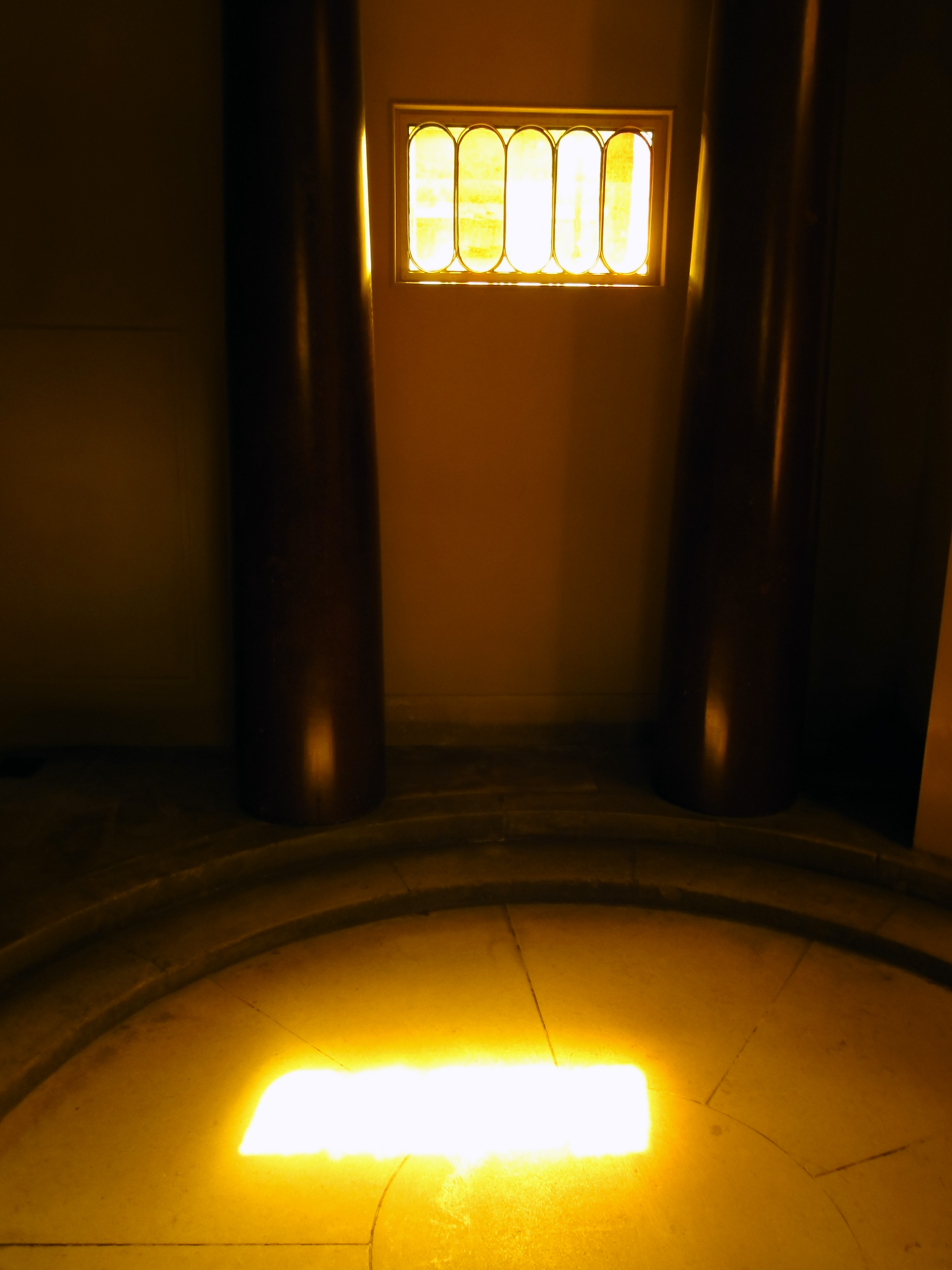
داخل الضريح
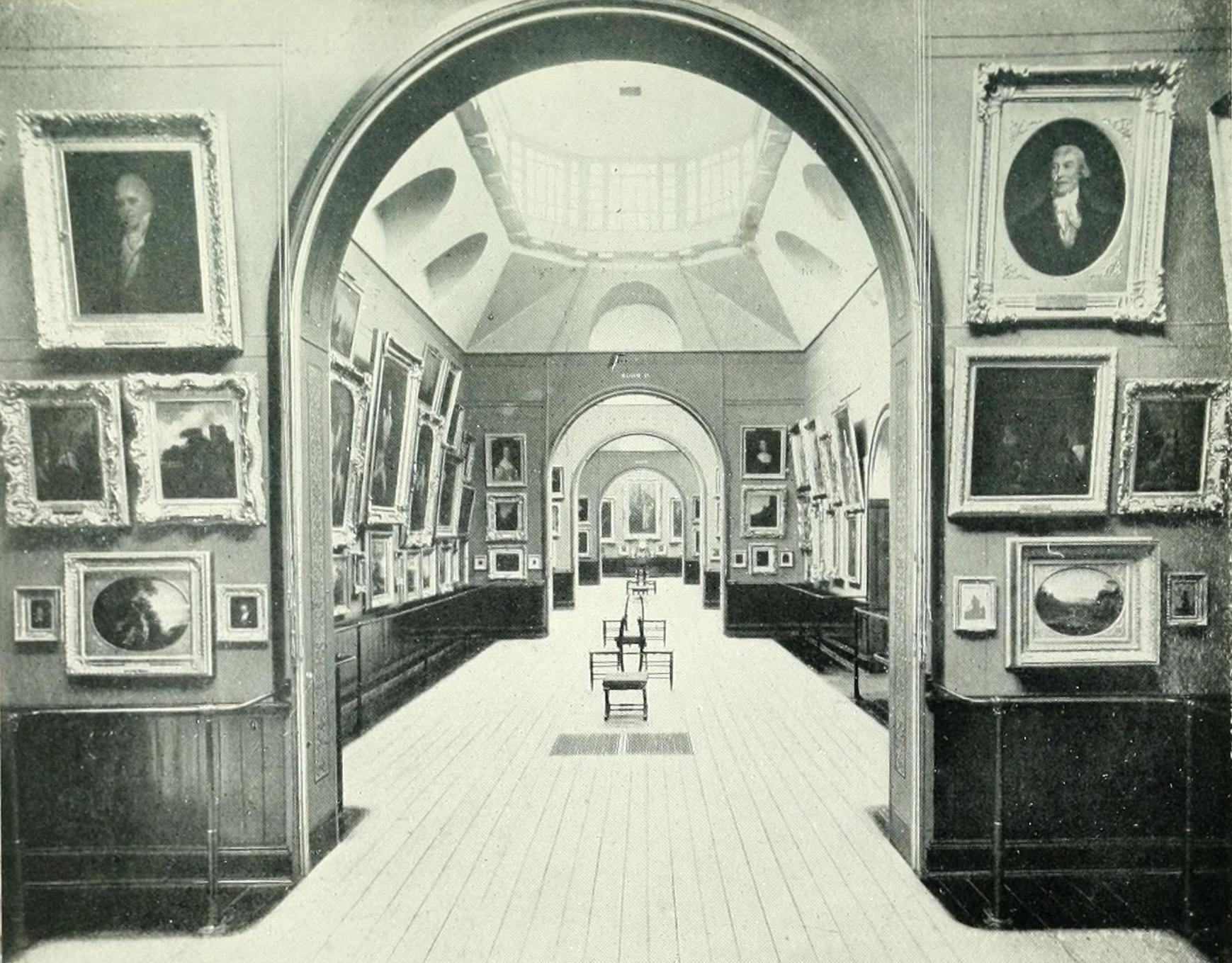
المعرض الرئيسي عام 1922
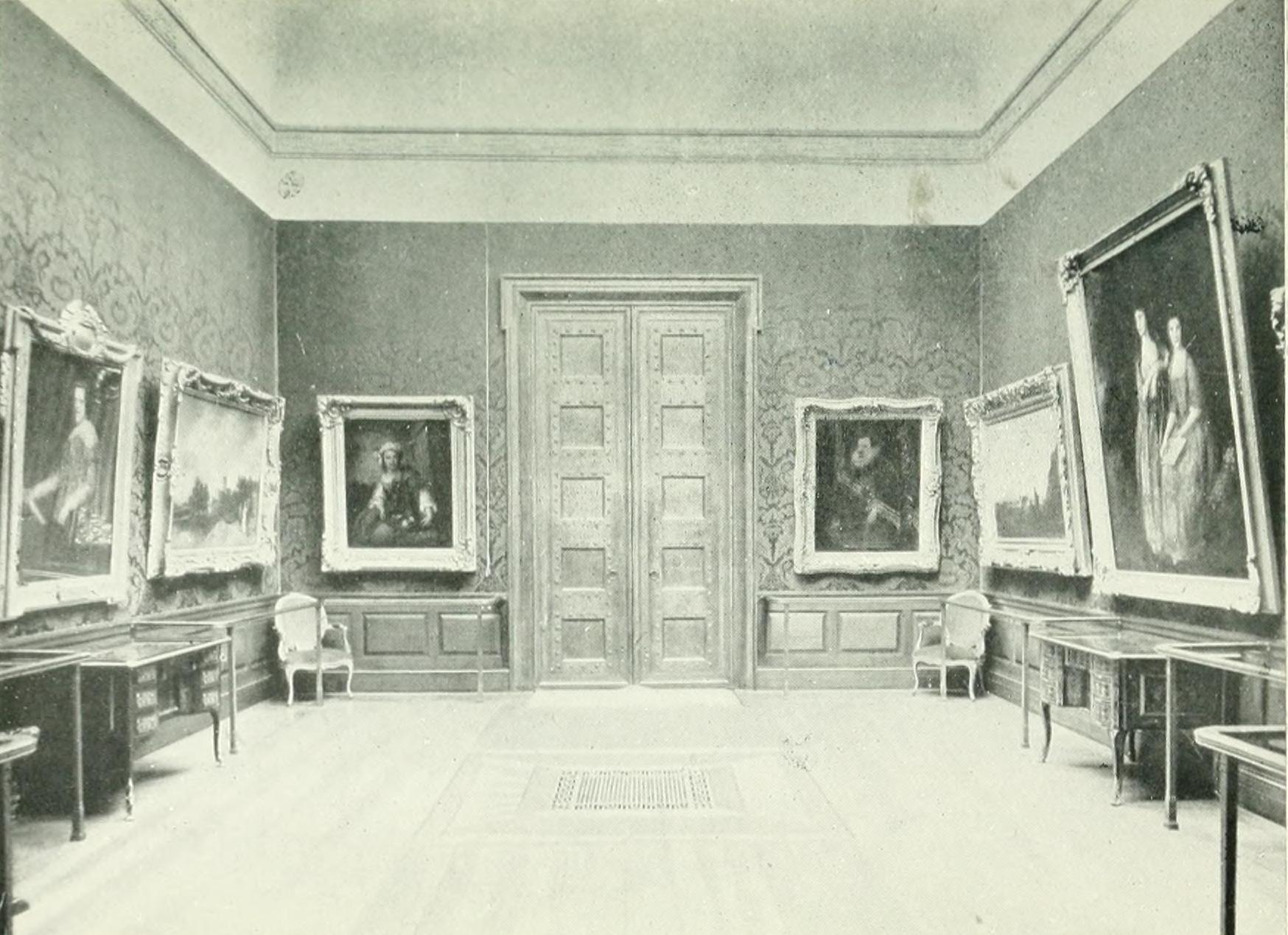
الغرفة رقم 9 عام 1922
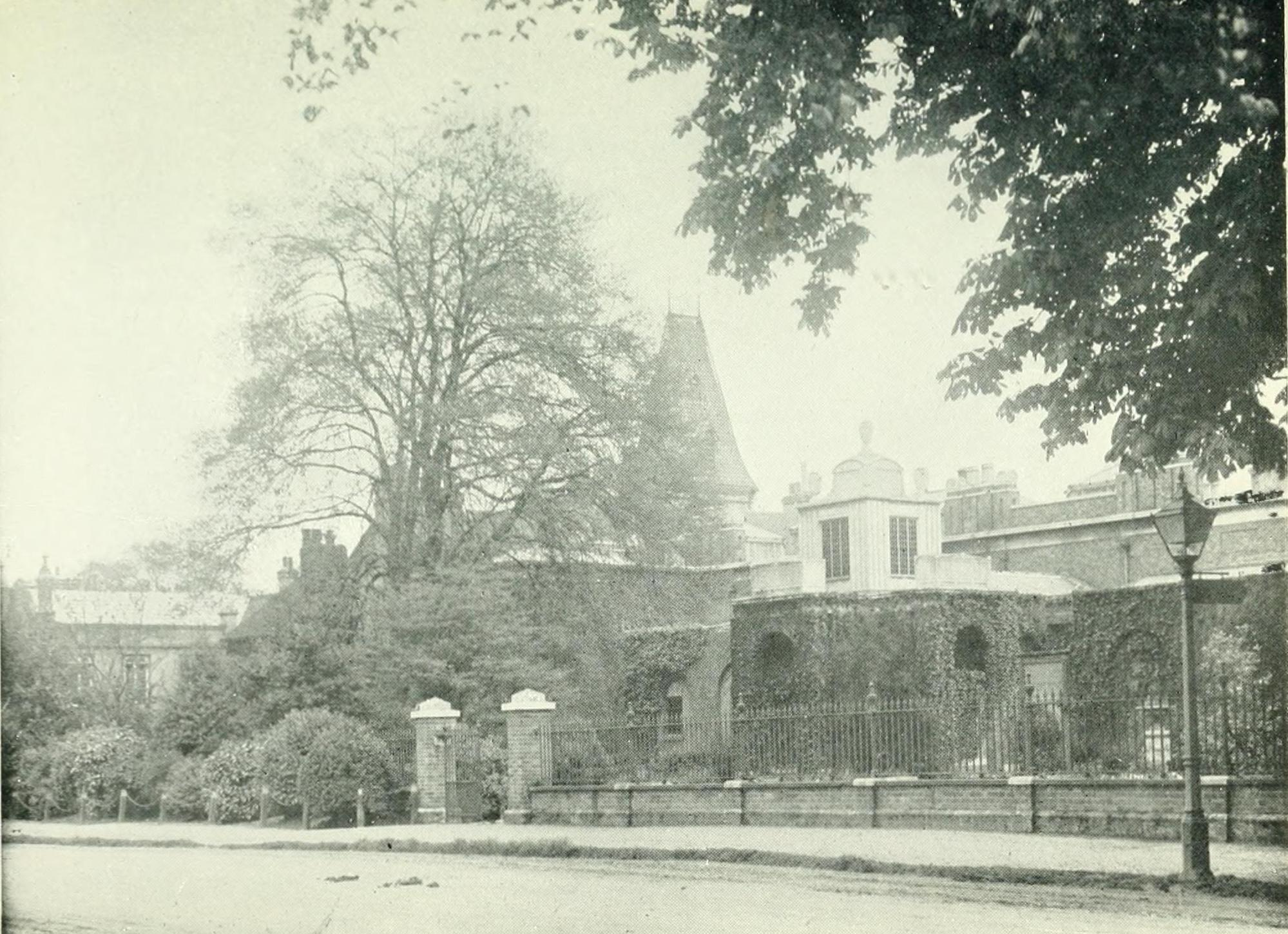
منظر خارجي عام 1922

## مجموعة
المدرسة الهولندية
- كويب، إيلبرت – 11 لوحة؛
- دو، جيريت – لوحة واحدة؛
- هوبيما، ميندرت – لوحة واحدة؛
- هوش، تشارلز كورنليز دي – لوحتان؛

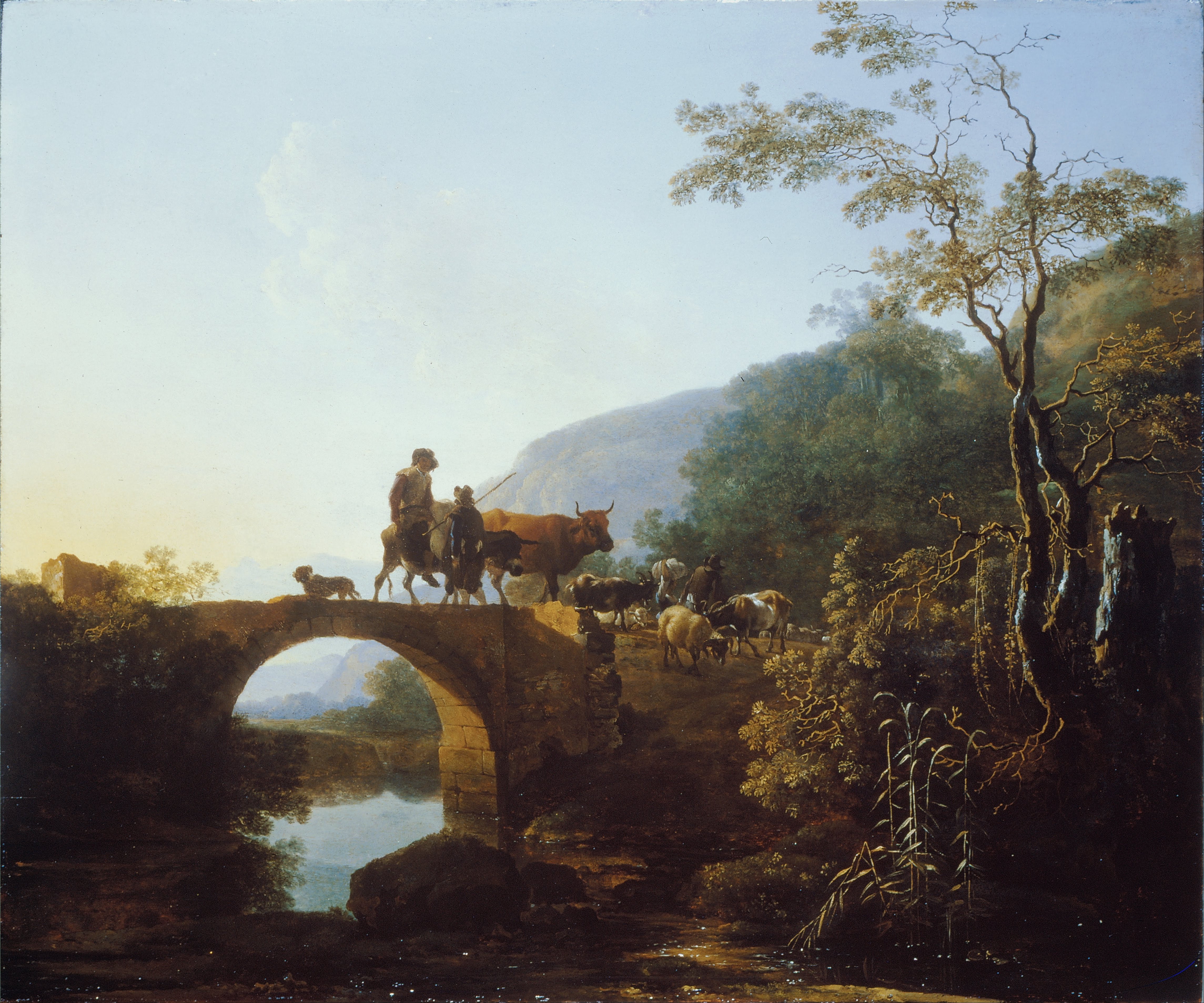
آدم بيناكر ، جسر في منظر طبيعي إيطالي.

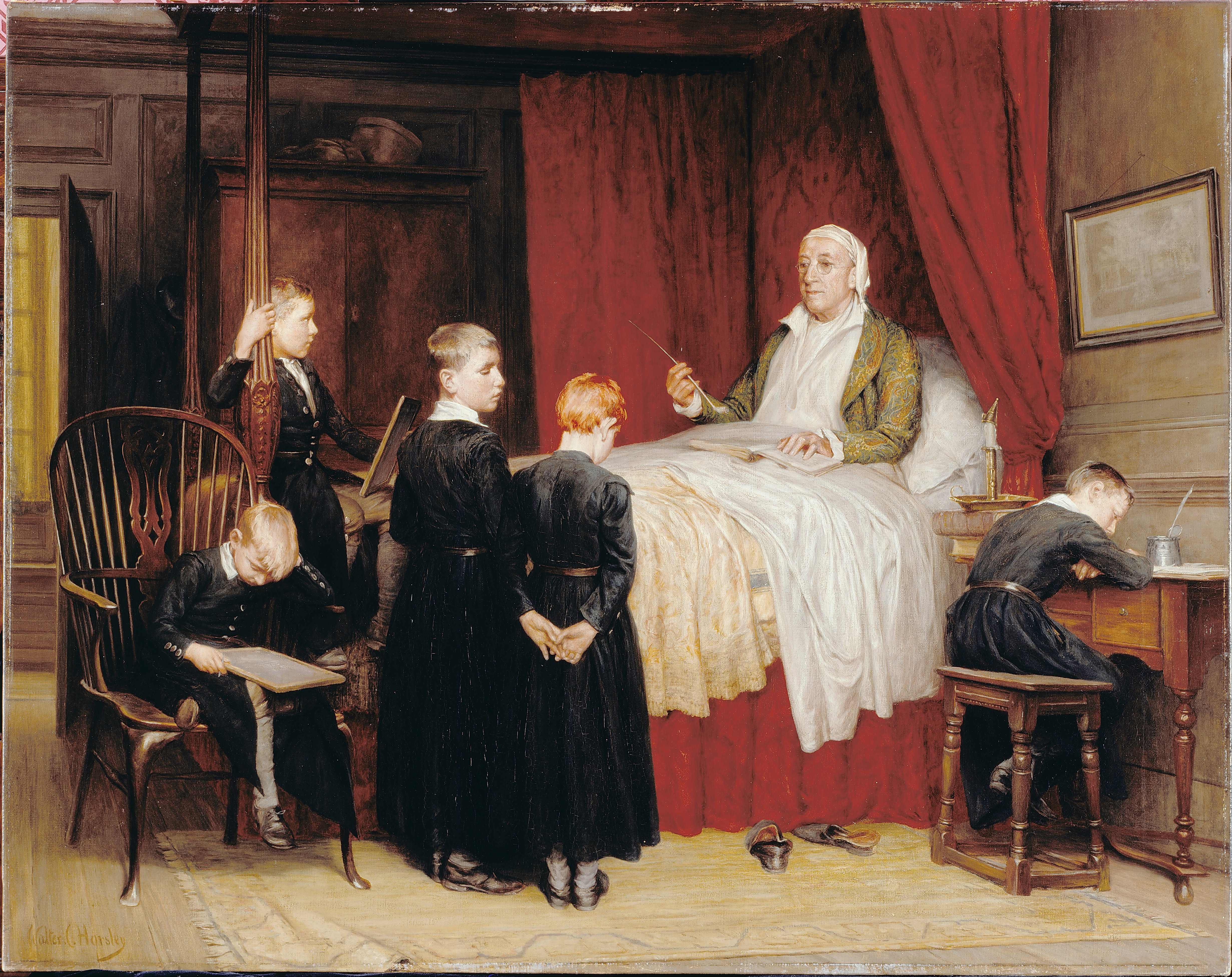
والتر تشارلز هورسلي : التعليم القديم في كلية دولويتش.

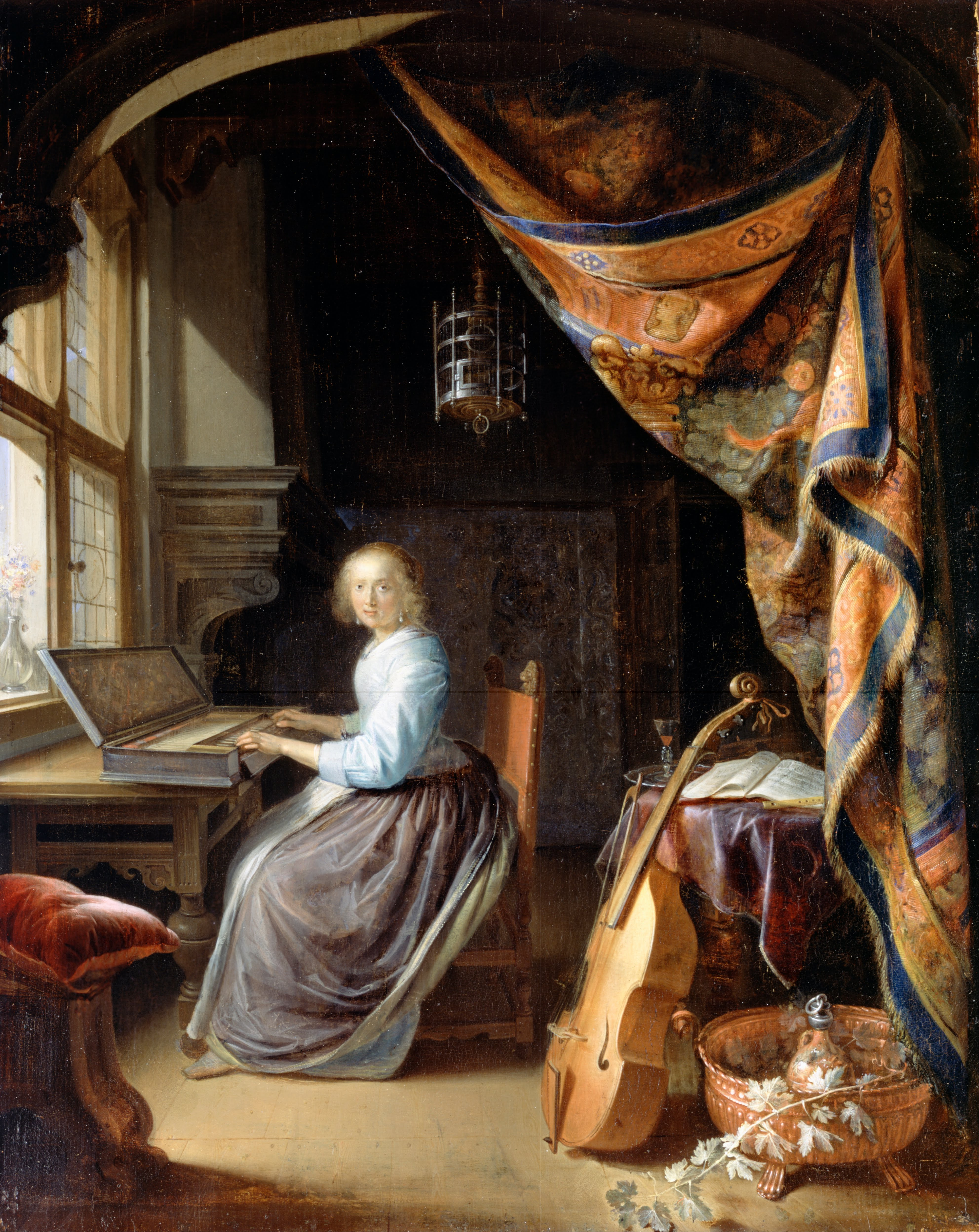
جيريت دو: امرأة تعزف على آلة الكلافيكورد

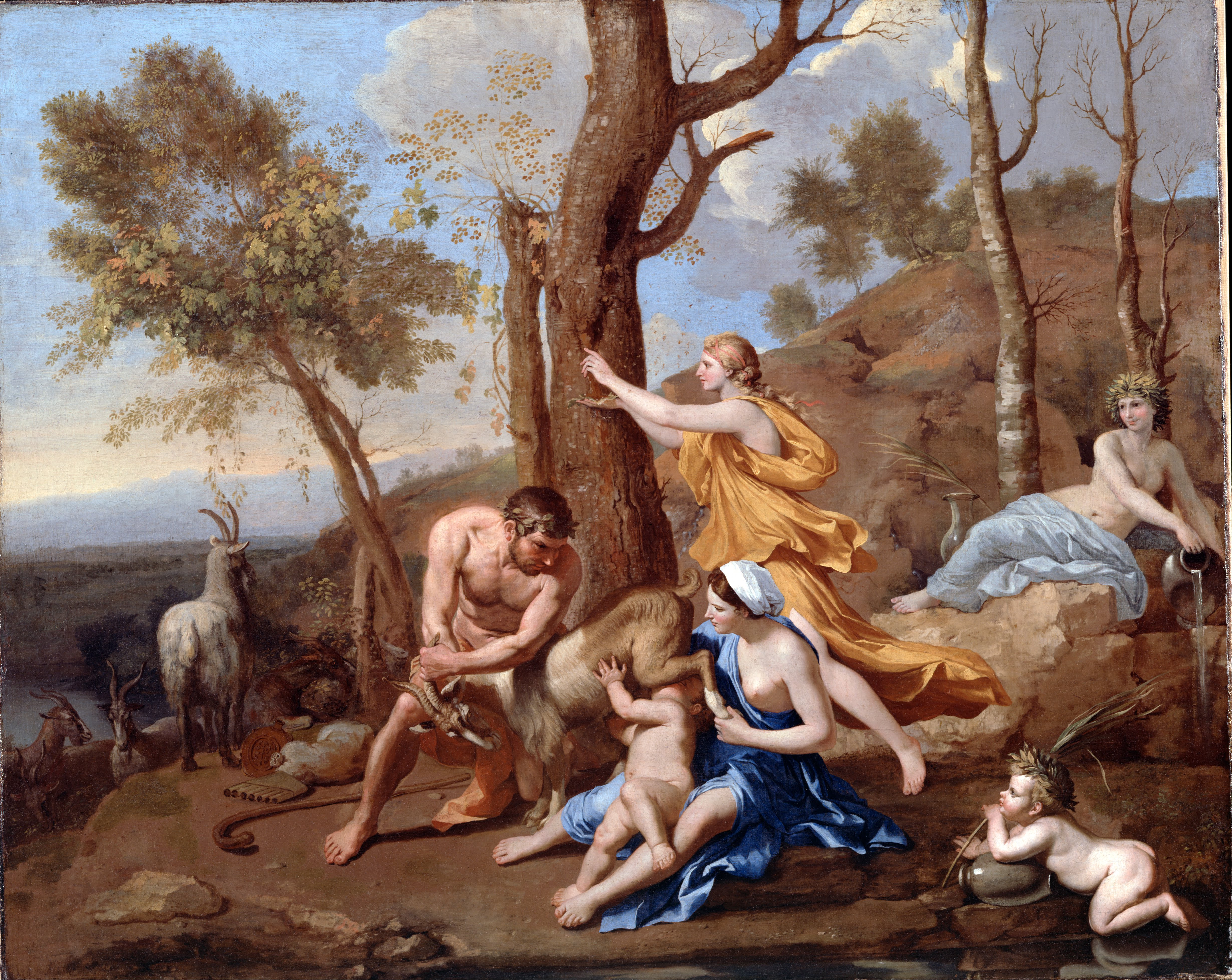
نيكولاس بوسين ، رعاية كوكب المشتري.

- نير، إيرنوت فان دير – لوحة واحدة؛
- أوستاد، أدريان فان – 5 لوحات؛
- رامبرانت فان راين – 3 لوحات؛
- رويسديل، جاكوب فان – 4 لوحات؛
- فيلدي، أدريان فان دي – لوحتان؛
- فيلدي، ويليم فان دي...الأصغر – 3 لوحات؛
- وينيكس، يناير – لوحة واحدة؛
- وويرمان، فيليب – 12 لوحة؛

مدرسة انجليزية
- دوبسون، ويليام – لوحة واحدة؛
- توماس غينزبورو – 7 لوحات؛
- هوغارث، ويليام – لوحتان؛
- لاندسير، السير إدوين – لوحة واحدة؛
- لورانس، توماس – 3 لوحات؛
- رينولدز، جوشوا – 9 لوحات؛
- كونستابل، جون – لوحة واحدة؛

المدرسة الفلمنكية
- ماركوس غيريرتس الأصغر – لوحة واحدة؛
- روبنز، بيتر بول – 10 لوحات؛
- تينيرز، ديفيد – 19 لوحة؛
- فان دايك، أنتوني – 5 لوحات؛

المدرسة الفرنسية
- دوغيت، غاسبار – 4 لوحات؛
- فراجونار، جان أونوريه – لوحة واحدة؛
- جيلي، كلود – 4 لوحات؛
- بوسين، نيكولا – 6 لوحات؛
- فيرنيه، كلود جوزيف – 6 لوحات؛
- واتو، جان أنطوان – لوحتان؛

المدرسة الإيطالية
- كاناليتو (قناة جيوفاني أنطونيو) – لوحتان ؛
- كاراتشي، أنيبال – 4 لوحات؛
- بييرو دي كوزيمو – لوحة واحدة؛
- غيرسينو ، (جيوفاني فرانشيسكو باربيري) – لوحتان؛
- رافاييل (رافايلو سانزيو) - لوحتان؛
- ريني، جويدو – لوحتان؛
- ريتشي، سيباستيانو – لوحتان؛
- تيبولو، جيوفاني باتيستا – 3 لوحات؛
- فاساري، جورجيو – لوحة واحدة؛
- فيرونيز، باولو – لوحة واحدة؛
- زوكاريللي، فرانشيسكو – 3 لوحات؛

المدرسة الاسبانية
- موريللو، بارتولومي-إستيبان – 4 لوحات؛

### صالة عرض
- ألبرت كويب: ماشية بالقرب من نهر ماس، مع وجود دوردريخت على مسافة.
- غيرسينو: لمرأة التي ارتكبت الزنا

- توماس هدسون (رسام) توماس هدسون: صورة لرجل
- غينسبورو، توماس: توماس لينلي الأكبر
- كريستوفانو ألوري: جوديث
- فرانشيسكو ألباني: "العائلة المقدسة"
- مايكل دال: صورة لسيدة
- مايكل دال: صورة لرجل
- السير آرثر ستوكديل كوب - القس ويليام روجرز
- وليام هوغارث: صورة لرجل.
- بارتولومي إستيبان موريللو: عذراء الوردية
- أرنت دي جيلدر: حلم يعقوب
- السير بيتر ليلي: صورة لسيدة ترتدي ملابس زرقاء تحمل زهرة
- السير بيتر ليلي: الصبي كراعٍ

## المديرين
أصبحت جينيفر سكوت مديرة معرض دولويتش للصور في أبريل 2017، خلفًا لإيان إيه سي ديجاردين الذي كان مديرًا منذ عام 2005. من عام 1996 إلى عام 2005، كان ديزموند شاو تايلور ، الذي أصبح فيما بعد مساحًا لصور الملكة ، هو المخرج. كان جايلز ووترفيلد  مديرًا لمعرض دولويتش للصور في الفترة من 1979 إلى 1996.

## أنظر أيضا
- Dulwich OnView ، وهي مجلة قائمة على المدونات مرتبطة بالمعرض
- معرض دولويتش الخارجي ، وهو معرض موزع مرتبط بفنون الشوارع

## روابط خارجية
- الموقع الرسمي لمعرض دولويتش للصور
- نعي راسل فيرنون ، الديلي تلغراف
- يوم في حياة إيان إيه سي ديجاردين، مدير معرض دولويتش للصور